# جیمی جونز (بازیکن فوتبال، زاده ۱۸۸۹)
جیمی جونز (انگلیسی: Jimmy Jones؛ زادهٔ ۹ ژوئیهٔ ۱۸۸۹) بازیکن فوتبال اهل بریتانیا بود.
از باشگاه‌هایی که در آن بازی کرده‌بود می‌توان به باشگاه فوتبال بلکپول، باشگاه فوتبال گیتزهد، و باشگاه فوتبال بولتون واندررز اشاره کرد.